# Rassemblement pour le progrès, la justice et le socialisme
Le Rassemblement pour le progrès, la justice et le socialisme (RPJS) est un ancien parti politique sénégalais, dont le Secrétaire général était Insa Sankharé, professeur.

## Histoire
Le parti reçoit sa reconnaissance légale le 19 mars 1996.
Il participe aux élections législatives de 1998, mais n'obtient aucun siège à l'Assemblée nationale.
En 2003, Insa Sankharé fonde un autre parti, le Front pour le progrès et la justice (FPJ).

## Orientation
Ses objectifs étaient « de contribuer à l’animation de la vie politique sénégalaise ; d’œuvrer pour la consolidation de la démocratie ; pour la justice et la défense des libertés ; de lutter pour le triomphe des idéaux du socialisme ».

## Symboles
Sa couleur était le blanc, son emblème une balance.

## Organisation
Le siège du parti se trouvait à Guédiawaye.